# Alessandro Iacchi
Alessandro Iacchi (Borgo San Lorenzo, 26 maggio 1999) è un ciclista su strada italiano che corre per il team Solution Tech Vini Fantini; è professionista dal 2020.

## Carriera
Passa professionista nel 2020 con la Vini Zabù di Angelo Citracca dopo un periodo di prova nella stessa squadra l'anno precedente. Nel 2021 partecipa alla prima corsa World Tour, la Strade Bianche, che non riesce a portare a termine. A seguito della chiusura della squadra di Citracca a fine stagione, nel 2022 passa al team Continental Qhubeka; in stagione si piazza nono nella classifica generale del Tour of Britain.
Nel 2023 passa al Team Corratec, che acquisisce licenza ProTeam, potendo così affrontare le corse del calendario World Tour; a maggio viene scelto per prendere parte al Giro d'Italia, che conclude in 118ª posizione, entrando anche nella fuga di giornata nella tappa con arrivo a Fossombrone.

## Palmarès
- 2017 (Juniores)[3]

Trofeo Circolo Arci Penna
Gran Premio Dea Venere

## Piazzamenti

### Grandi Giri
- Giro d'Italia

2023: 118º